# Lautasaari (ö i Södra Savolax, Nyslott, lat 61,71, long 29,38)
Lautasaari är en ö i Finland. Den ligger i sjön Pihlajavesi och i kommunen Nyslott i  landskapet Södra Savolax, i den sydöstra delen av landet, 290 km nordost om huvudstaden Helsingfors. Öns area är 0,4 hektar och dess största längd är 160 meter i sydöst-nordvästlig riktning.